# Stary Las (osada w województwie pomorskim)
Stary Las – osada leśna w Polsce położona w województwie pomorskim, w powiecie starogardzkim, w gminie Starogard Gdański.
Stary Las jest wioską o luźnej zabudowie wzdłuż rzeki Piesienicy i nad jeziorem Staroleskim.
W latach 1975–1998 miejscowość administracyjnie należała do województwa gdańskiego.